# Cerodontha thulensis
Cerodontha thulensis este o specie de muște din genul Cerodontha, familia Agromyzidae, descrisă de Griffiths în anul 1966.
Este endemică în Greenland. Conform Catalogue of Life specia Cerodontha thulensis nu are subspecii cunoscute.